# Molí de la Vila (Reus)
El Molí de la Vila o Molí de Dalt, és un molí del municipi de Reus (Baix Camp), situat a la vora del Passeig de la Boca de la Mina, a tocar del Barranc de la Buada, que pren també el nom de Barranc del Molí, i que forma part de l'Inventari del Patrimoni Arquitectònic de Catalunya.

## Descripció
És un edifici aïllat format per un molí a nivell inferior i un habitatge al damunt. És de planta quadrada, amb baixos i dos pisos d'altura, a més del soterrani on hi ha el cacau, que és el buit per on l'aigua s'escola per fer rodar la mola. L'accés al molí és per la façana sud-est, i el de l'habitatge pel nord-est. A la façana sud-est, a nivell inferior, hi ha un portal d'arc de mig punt amb brancals i dovelles de pedra molt amples a l'estil català, amb un escut a la clau. La planta baixa presenta tres obertures balconeres amb coronament de maó. A les golfes hi ha una arcada amb onze obertures en arc de mig punt de maó massís. A la resta de l'edifici hi ha obertures molt desiguals i desordenades. Té un ràfec i la coberta a dues vessants amb teules decorades amb dibuixos geomètrics. Té murs amb pedra de paredat comú. Ha estat restaurat com a habitatge, i manté intacta bona part de la sala de moles i la façana principal. Una bassa que hi havia a la part posterior ha desaparegut, però en resta un mur i un dels pous per on l'aigua saltava al cacau.

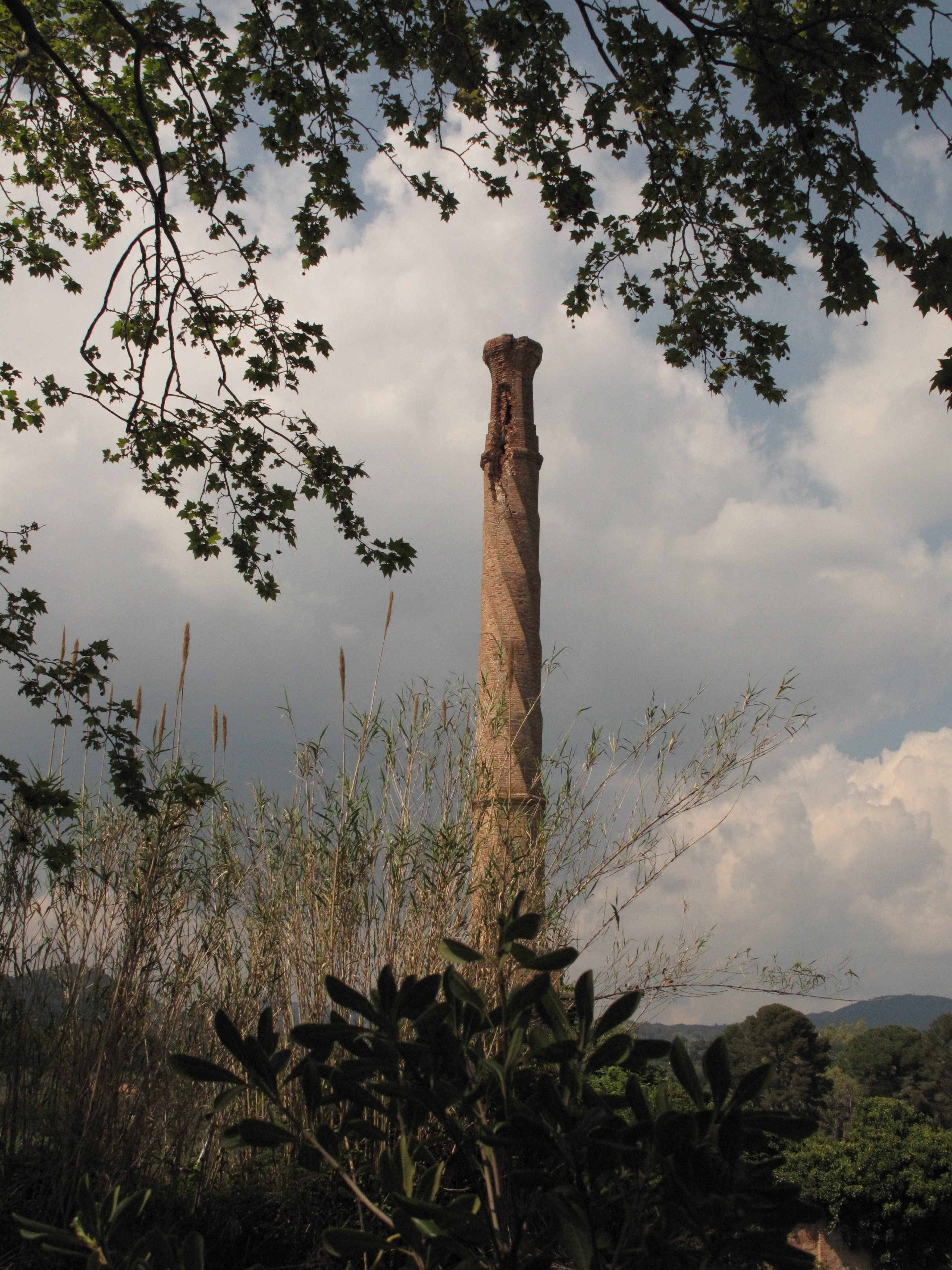
Fumera del Molí de la Vila

## Història
En les proximitats de la Boca de la Mina hi havia dos molins, el Molí Vell, o de Dalt, i el Molí Nou o de Baix. El conjunt s'anomenava els Molins de la Vila. Saldoni Vilà esmenta que es van construir el 1702 i 1797. El primer molí de la Vila o molí Vell, és el Molí de Dalt, documentat el segle xviii, tot i que és d'origen medieval. Prenia l'aigua del barranc de la Buada. L'any 1702 es va restaurar en part i possiblement se li afegí el segon pis, d'aquí la notícia de Saldoni Vilà. L'arribada, a la Boca de la Mina, de l'aigua subterrània de la riera de l'Aleixar a través de la Mina del Molí, en va possibilitar la nova embranzida i la construcció del segon molí, el molí de Baix o molí Nou. La posada en marxa el 1856 de «La Industrial Harinera» va fer que el municipi vengués en subhasta, el 1861, els dos molins. Resistint-se a deixar-los desaparèixer, es va instal·lar una màquina de vapor al molí Nou i el molí Vell va deixar de funcionar. La instal·lació de la maquinària a vapor devia exigir diversos canvis en l'estructura de l'edifici i la construcció de la fumera helicoidal, que encara s'hi conserva, molt deteriorada.